# Linoy Ashram
Linoy Ashram, née le 13 mai 1999 à Rishon LeZion, est une gymnaste rythmique israélienne. Championne olympique au concours général individuel à Tokyo en 2021, elle est la première gymnaste israélienne à remporter une médaille d'or olympique. 
Championne d'Europe du concours général individuel en 2020 et du concours des massues en 2021, Linoy Ashram a remporté onze médailles aux championnats du monde.

## Carrière

### Débuts et premières médailles internationales
Née à Rishon LeZion, Linoy Ashram est une enfant active, poussant sa mère à l’amener à faire du sport dans un club de gymnastique rythmique. Inspirée par Neta Rivkin et Margarita Mamun, son style comprend un rythme important et des exercices athlétiques. Jeune, elle arrête d'aller à l'école au milieu de l’éducation secondaire pour se consacrer au sport et termine ses études en suivant une instruction à domicile
En 2017, Linoy Ashram commence son service militare en tant que secrétaire dans l'armée de défense d'Israël où elle travaille lorsqu’elle ne s'entraîne pas. Touchée par une déchirure du ménisque avant les Championnats d'Europe de gymnastique artistique 2017, elle est opérée et se remet rapidement pour remporter deux médailles de bronze au cerceau et aux massues lors de la compétition continentale. Elle poursuit sur sa lancée en juillet en gagnant deux médailles aux Jeux mondiaux de 2017 (une médaille d'argent aux massues et une médaille de bronze au cerceau). Pour terminer une saison 2017 qui la révèle au plus haut niveau, Ashram remporte deux médailles de bronze au concours général et au ruban lors des championnats du monde de gymnastique rythmique 2017 en septembre, devancée par les sœurs Arina et Dina Averina.

### Candidate aux titres et sacre mondial
Aux Championnats du monde de gymnastique rythmique 2018, elle obtient deux médailles d'argent, au concours général et au cerceau, ainsi qu'une médaille de bronze au ruban.
Elle est médaillée d'or au ballon et aux massues et médaillée d'argent au concours général individuel et au ruban aux Jeux européens de 2019.
La Russie ayant refusé l'invitation de participer aux championnats d'Europe de gymnastique rythmique 2020 organisés à Kiev, les jumelles Arina et Dina Averina, qui ont jusqu'alors toujours devancé Linoy Ashram en compétition, sont absentes. La gymnase israélienne ne manque pas sa chance et remporte le titre du concours général individuel. À 21 ans, Ashram devient la première Israélienne à être sacrée championne d'Europe en individuel.

### Championne olympique et retraite

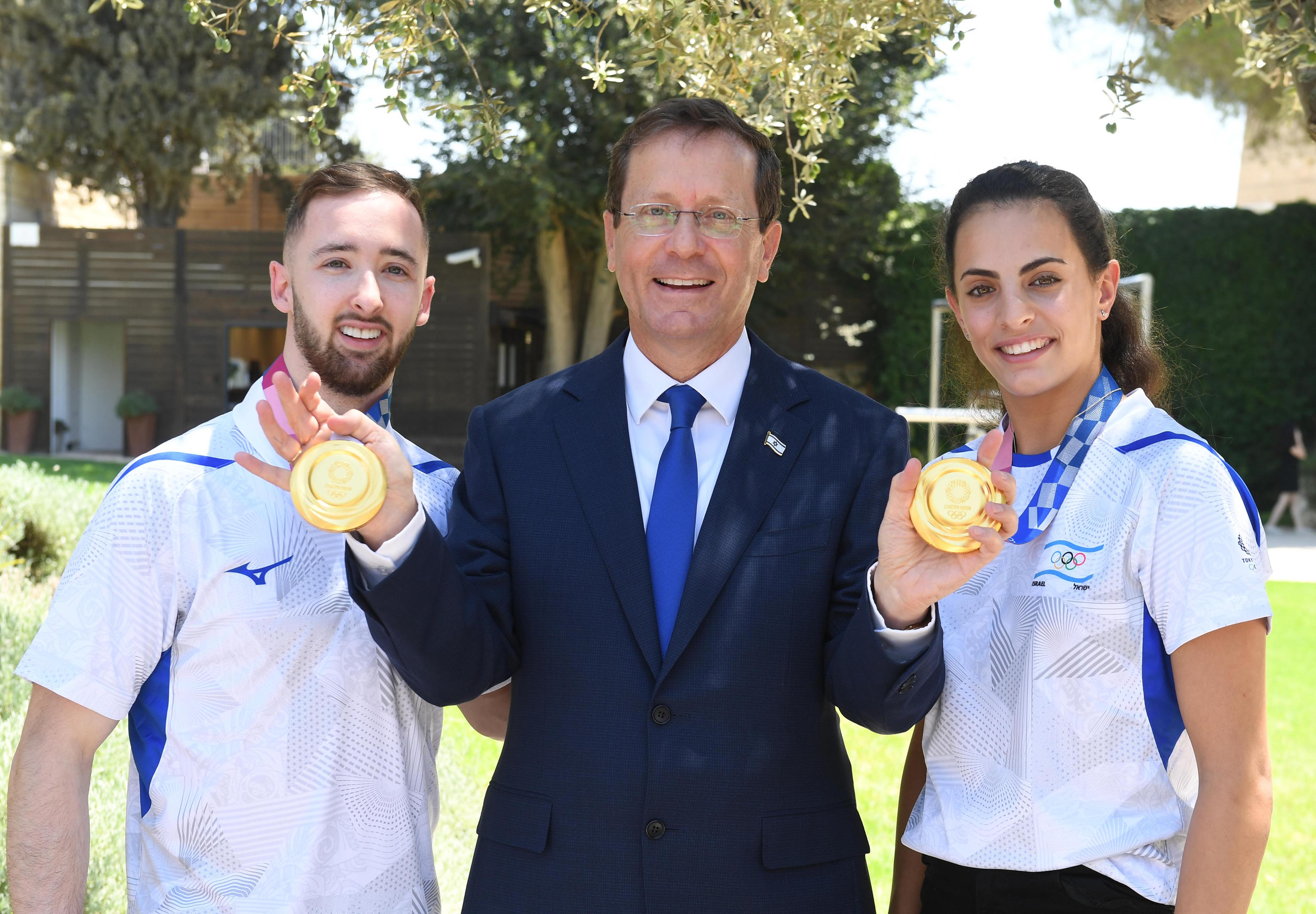
Linoy Ashram (à droite) lors de la réception organisée par le président Isaac Herzog (au centre) en août 2021.

Aux Jeux olympiques d'été de 2020, elle remporte l'or au concours général individuel. Malgré avoir fait tomber le ruban au sol, son exercice réalisé sur la musique Hava Nagila lui permet d'élever son total à 107,800 points et de battre les favorites russes. Elle met ainsi fin à la domination de la Russie dans ce sport, vainqueur de l'or olympique dans la discipline depuis 2000,. Ashram devient la première sportive israélienne à remporter une médaille d'or olympique, la troisième tous sexes confondus, après Gal Fridman en 2004 et Artem Dolgopyat quelques jours plus tôt. Son succès en fait instantanément une icone et un modèle du sport israélien.
En 2022, la championne olympique prend sa retraite à l'âge de 22 ans et rejoint l’équipe de son entraîneuse Ayelet Sussman (en) en déclarant : « Un athlète doit savoir quand prendre sa retraite. J'ai réalisé mon rêve. Je vais continuer mais de l'autre côté ». Elle entraîne notamment Daria Atamanov, championne d'Europe en juin 2022, et considérée comme son héritière.

## Palmarès

### Jeux olympiques
- Tokyo 2020
  -  Médaille d'or au concours général individuel.

### Championnats du monde
- Bakou 2019
  -  Médaille d'argent par équipe.
  -  Médaille d'argent aux massues.
  -  Médaille d'argent au ruban.
  -  Médaille d'argent au cerceau.
  -  Médaille de bronze au concours général individuel.
  -  Médaille de bronze au ballon.

- Sofia 2018
  -  Médaille d'argent au concours général individuel.
  -  Médaille d'argent au cerceau.
  -  Médaille de bronze au ruban.

- Pesaro 2017
  -  Médaille de bronze au concours général individuel.
  -  Médaille de bronze au ruban.

### Championnats d'Europe
- Varna 2021
  -  Médaille d'or aux massues
  -  Médaille d'argent au cerceau
  -  Médaille d'argent au ballon
  -   Médaille de bronze par équipe

- Kiev 2020
  -  Médaille d'or au concours général individuel.

- Budapest 2017
  -  Médaille de bronze au cerceau.
  -  Médaille de bronze aux massues.

### Championnats d'Europe juniors
- Bakou 2014
  -  Médaille de bronze aux massues.
  -  Médaille de bronze au ruban.

### Jeux mondiaux
- Wrocław 2017
  -  Médaille d'argent aux massues.
  -  Médaille de bronze au cerceau.

### Jeux européens
- Bakou 2019
  -  Médaille d'or au ballon.
  -  Médaille d'or aux massues.
  -  Médaille d'argent au concours général individuel.
  -  Médaille d'argent au ruban.